# Esquirol llistat siberià
L'esquirol llistat siberià (Eutamias sibiricus) és una espècie d'esquirol llistat que viu al nord d'Àsia. A vegades se'l considera l'única espècie del gènere Tamias que viu a fora de les Amèriques, però més sovint se'l classifica dins del gènere Eutamias juntament amb diverses espècies extintes.